# Пир стервятников
«Пир стервятников» (англ. A Feast for Crows) — роман в жанре эпического фэнтези за авторством американского писателя Джорджа Р. Р. Мартина, четвёртая часть саги «Песнь Льда и Пламени». Жанр — эпическое фэнтези с элементами хоррора. Впервые роман был опубликован 17 октября 2005 года в Соединенном Королевстве, а 8 ноября 2005 — в США.
Сначала, Мартин планировал, что «Пир стервятников» и «Танец с Драконами» будут составлять первую и вторую части четвёртой книги. Но вследствие большого количества персонажей, сюжетных линий и объёма рукописи, в мае 2005 года он объявил, что решил разбить книгу на два отдельных романа с разным набором героев, в которых действие проходит одновременно. Мартин также отметил, что сага «Песнь Льда и Пламени» теперь, скорее всего, будет состоять из семи книг.
«Пир стервятников» не только вошел в список бестселлеров Нью-Йорк Таймс, как предыдущие книги серии, но и возглавил его. В 2006 году роман был номинирован на премии «Локус», «Хьюго» и «Британскую премию фэнтези» (BFS): как лучший фантастический роман.
Роман был экранизирован в рамках пятого сезона телесериала «Игра престолов», вместе с пятой книгой, т.к. события книг «Пир стервятников» и «Танец с драконами» происходят одновременно, хотя некоторые главы таких персонажей, как Бриенна Тарт, Санса Старк (Алейна Стоун) и Серсея Ланнистер, были использованы ранее в четвертом сезоне телесериала «Игра престолов». Некоторые главы таких персонажей, как Джейме Ланнистер, Бриенна Тарт, Сэмвелл Тарли, Виктарион, и Эйрон Грейджои, были использованы в шестом сезоне телесериала «Игра престолов» поскольку они не были экранизированы в четвертом и пятом сезонах.
Книга переведена на множество языков, на русском языке публиковалась в издательстве АСТ.

## Особенности композиции
Как и в предыдущих книгах серии, повествование в романе ведётся от третьего лица, с точки зрения разных персонажей, при этом присутствует несколько не пересекающихся сюжетных линий.
- «Пир Стервятников» затрагивает только те события, которые происходят преимущественно на Юге в Дорне, в Королевских Землях, на Железных Островах и в Речных Землях
- Некоторые ПОВы из предыдущих книг (Тирион Ланнистер, Дейенерис Таргариен, Бран Старк и Давос Сиворт) были лишь упомянуты в «Пире стервятников». Только Джон Сноу появляется в главах Сэмвелла Тарли, в качестве второстепенного персонажа. Также, один из главных ПОВов предыдущих книг появляется в главе Бриенны Тарт.

Персонажи, которым посвящены отдельные главы:
- Пролог: Пейт, школяр из Староместа.
- Серсея Ланнистер, королева-регент.
- Пророк, Утонувший человек: служитель Утонувшего бога Эйерон Мокроголовый.
- Сир Джейме Ланнистер, лорд-командующий Королевской гвардии.
- Капитан Стражи: Арео Хотах, Капитан Стражи Дорана Мартелла, принца Дорна.
- Арья Старк, в основном упоминается как «Кошка Кэт», начавшая своё обучение в Черно-Белом Доме (Безликих).
- Санса Старк, выдающая себя за незаконную дочь Петира Бейлиша Алейну Стоун (этим именем названы её главы в книге).
- Сэмвелл Тарли, сын лорда Рендилла Тарли и его бывший наследник, брат Ночного Дозора.
- Дочь Кракена: принцесса Аша Грейджой, дочь короля Железных островов Бейлона Грейджоя.
- Железный Капитан, Жнец: гранд-адмирал Виктарион Грейджой, брат короля Бейлона.
- Бриенна Тарт: огромная и чрезвычайно сильная женщина, находящаяся в поисках Сансы и Арьи Старк.
- Падший рыцарь: Сир Арис Окхарт, рыцарь Королевской гвардии, защитник принцессы Мирцеллы, находящейся в Дорне.
- Принцесса в Башне: Арианна Мартелл, дочь принца Дорнийского.

## Сюжет
Война Пяти Королей завершена. Последний из них, Станнис Баратеон, бежал на Стену, остальные — Ренли Баратеон, Джоффри Баратеон, Бейлон Грейджой и Робб Старк — мертвы. Но долгожданный мир так и не пришёл в Вестерос. Целая туча завоевателей-стервятников слетелась на израненные земли государства, которое когда-то называлось Семью Королевствами.
В Королевской Гавани на Железном Троне сидит восьмилетний мальчик, Томмен Баратеон. Его женили на успевшей уже дважды овдоветь Маргери Тирелл (ни Ренли Баратеон, ни его брат Джоффри так и не успели закрепить свой брак физически). Королева-регент Серсея убирает из своего окружения всех сколько-нибудь выдающихся людей, опасаясь, что ей опять помешают править. Особые опасения у неё вызывает молодая королева, которая пытается подчинить ребёнка-короля своему влиянию.
В Дорне живёт обещанная в жёны дорнийскому принцу Тристану Мартеллу принцесса Мирцелла, которая старше Томмена на год, и которая, по законам Дорна (но не Семи Королевств) должна наследовать престол после смерти Джоффри. Некоторые дорнийцы хотели бы посадить девочку на Железный Трон. Заговор Арианны Мартелл проваливается, однако все еще впереди.
После гибели Мокрого короля Бейлона Грейджоя капитаны Железных Островов собрались на вече и выбрали королём брата Бейлона Эурона по прозвищу Вороний Глаз. В планах нового завоевателя — взять как трофей Мать драконов Дейенерис Таргариен, сделать её своей женой, и на крыльях непобедимых драконов покорить весь Вестерос. Пока что его корабли грабят прибрежные земли, ведь для похода за Узкое море нужно много средств.
Петир Бейлиш по прозвищу Мизинец ушёл с поста королевского казначея, получив почётное звание лорда Харренхолла. Замок сейчас представляет груду руин, земли — сплошное пепелище, но громкий титул дал право Бейлишу жениться на вдове Лизе Аррен, которая ещё с юности влюблена в Петира. Тем самым он становится лордом-протектором Долины Арренов, взяв опекунство над сыном леди Аррен и её покойного мужа Джона. Перед отъездом к будущей жене, Мизинец помогает бежать из Королевской Гавани Сансе Старк, которую насильно выдали за Тириона Ланнистера. Карлик из благородных побуждений не стал требовать от девушки исполнения супружеских обязанностей и Санса всё ещё невинна. Бейлиш выдаёт Сансу за свою незаконную дочь Алейну и под этим именем привозит её в Орлиное Гнездо. Приревновавшую к «дочери» Лизу он сталкивает в пропасть и заставляет признаться в убийстве хозяйки придворного певца. Теперь у Мизинца есть Харренхолл, протекторат над Долиной и определённые шансы подмять под себя Винтерфелл, ведь все считают, что кроме Сансы живых Старков не осталось. Бейлиш верит, что пером и интригами можно завоёвывать государства ничуть не хуже, чем мечом...
Сюжет описывает события около года с 300 после В.Э.

## Награды и премии[23][24][25]

### Награды
- Книга года по версии Фантлаба, 2007 // Лучшая книга зарубежного автора (Россия)

### Номинации на премии
- Британская премия фэнтези / British Fantasy Award, 2006 // Роман — Премия им. Августа Дерлета
- Хьюго / Hugo Award, 2006 // Роман
- Локус / Locus Award, 2006 // Роман фэнтези
- Квилл / Quill Award, 2006 // Роман
- Мраморный фавн, 2007 // Переводная книга (Россия)